# Himantura schmardae
Himantura schmardae là một loài cá đuối trong họ Dasyatidae, được tìm thấy ở phía tây Đại Tây Dương từ Vịnh của Campeche đến Brasil, bao gồm Antilles  sự hiện diện của loài này trong vịnh Mexico đã không được xác nhận. Nó cũng hiện diện ở Bahamas. Nó thường sống trên nền đất cát, đôi khi gần rạn san hô, và là loài khách thường xuyên để các của sông Amazon sông. Leonard Compagno nghi ngờ tính hợp lệ phân loại của loài này vào năm 1999 với tựa Checklist of Living Elasmobranchs.